# Правящий класс
Пра́вящий класс (также госпо́дствующий класс) в политической науке и социологии — социальный класс, сосредоточивший под своим контролем функции управления в различных сферах жизни общества и получающий в результате максимальные блага в созданной им структуре общества.

## Концепция
Концепцию господствующего класса предложил в XIX веке Карл Маркс, который сформулировал теорию сменяющих друг друга общественно-экономических формаций и классовой борьбы. Несколько доминирующих классов объединяются или сменяют друг друга со сменой формации, каждая из которых основана на определённой форме собственности на средства производства и классовой идеологии, которая легитимизирует их власть.
В XX веке социолог Пьер Бурдье изучал модели господства и воспроизводства доминирующего класса; он указал на существование элемента доминирующего класса, монополизирующего государственный аппарат, и назвал его «дворянством». Недавно, Пол де Грауве, профессор Лондонской школы экономики, отметил в 2017 году, что «миллиардеры контролируют компании, СМИ и политику, что является драматической ситуацией для демократии».
Социолог Ч. Райт Миллс (1916—1962) утверждал, что правящий класс отличается от правящей элиты. Последнее просто относится к небольшой группе людей, обладающих наибольшей политической властью. Многие из них — политики, наемные политические руководители и/или военные руководители. Правящий класс — это люди, которые оказывают непосредственное влияние на политику, образование и управление с использованием богатства или власти.

## Классификация доминирующего класса
Концепция доминирующего класса была заменена концепцией правящего класса в работе технократической или управленческой политической социологии. Для Раймона Арона правящий класс можно объединить в ведущие категории.
По словам Рэймонда Арона, правящий класс объединяет ряд категорий, в которых люди со значительным влиянием могут быть сгруппированы в разные области, как с точки зрения временной, так и духовной власти:
- Политическое поле — политический персонал, советники и люди, выбранные этими сотрудниками для заполнения руководящих должностей и т. д.
- Ассоциативное поле — объединение, группа производителей, потребителей и другие типы ассоциаций, представляющих определённую группу населения.
- Экономическая и финансовая сфера руководители крупных компаний, крупные акционеры, управляющие банками и руководители национальных или международных финансовых органов и т.д.
- Интеллектуальное поле ученые (технократы), интеллигенция, писатели, художники, эксперты и т. д.
- Медиа поле независимые журналисты или медиа-группы, а также сети 2.0 с участием микроинфлюенсеров.
- Религиозное поле — религиозные лидеры или представители.
- Правовое и судебное поле — судьи, прокуроры и пр.

## Единица доминирующего класса
Идея единства правящего класса, так и любого социального класса часто ставится под сомнение.
Тем не менее можно отметить, что лица, назначенные представителями различных категорий правящего класса, имеют определённые общие черты. Большинство представителей правящего класса попадает в него через элитистские механизмы профессионального отбора — в частности, через элитные образовательные институты.
Реальность сознания правящего класса иллюстрируется другими классовыми практиками, такими как участие в частных клубах, таких как Le Siècle (Франция), Cercle de Lorraine (Бельгия) или Bilderberg Group (страны НАТО), состоящий в основном из руководителей крупных корпораций и политических деятелей.
Институциональная реальность правящего класса наглядно демонстрируется на примере Соединенных Штатов, известных как пример демократии, где более половины членов Конгресса США относятся к числу наиболее богатых 1 % населения.
Кристиан Сильва и Виктор Яковенко продемонстрировали статистическую реальность двух социальных классов (97 % — 3 %): если статистическое распределение индивидуальных доходов большинства населения стабильно реагирует на закон Больцмана-Гиббса, то привилегированный класс следует закону Парето, но увеличивается или уменьшается в соответствии с изменениями на фондовом рынке.